# Парламентские выборы в Латвии (2014)
Выборы в Двенадцатый Сейм Латвии состоялись 4 октября 2014 года. По данным ЦИК Латвии, явка составила 58,85 %. Шесть партий преодолели пятипроцентный барьер и прошли в Сейм. Крупнейшей в парламенте, получив 24 мандата из 100, стала социал-демократическая партия «Согласие».

## Предыстория
Выборы 2014 года были восьмыми парламентскими выборами в Латвии после восстановления независимости страны 4 мая 1990 года. В связи с тем, что выборы Одиннадцатого Сейма в 2011 году были досрочными, срок работы Одиннадцатого Сейма был сокращён до трёх лет в соответствии с Конституцией Латвии.
На выборах в Одиннадцатый Сейм 2011 года в парламент прошли пять партий и объединений, первое, второе и третье места заняли соответственно блок «Центр согласия», «Партия реформ Затлерса» и партия «Единство». В Сейме была сформирована трёхпартийная коалиция в составе «Партии реформ Затлерса», «Единства» и Национального объединения, которая утвердила в должности действовавшего премьер-министра Валдиса Домбровскиса.
27 ноября 2013 года Валдис Домбровскис ушёл в отставку с должности премьер-министра Латвии после гибели 54 человек в результате обрушения торгового центра «Maxima». По одной из версий, отставка Домбровскиса не была добровольной, а произошла под давлением президента Андриса Берзиньша, который, будучи представителем Союза зелёных и крестьян, настаивал на включение СЗК в состав правящей коалиции.
В результате переговоров между партиями Сейма на должность премьер-министра сначала был предложен министр обороны Артис Пабрикс, однако президент отказался поддержать его кандидатуру, ссылаясь на недостаточный опыт политика в области экономики. 5 января 2014 года «Единство» выдвинуло министра сельского хозяйства Лаймдоту Страуюму в качестве кандидата на должность премьер-министра. Выдвижение Страуюмы было поддержано всеми участниками бывшей правящей коалиции: «Партией реформ Затлерса», Национальным объединением, шестью независимыми депутатами — а также СЗК и президентом Андрисом Берзиньшем. В состав нового правительства были включены представители партий, входивших в предыдущую правящую коалицию, причём количество министров от «Партии реформ Затлерса» и «Единства» уменьшилось, а от Национального объединения увеличилось на одного до трёх министров. В правительство также вошли три представителя СЗК.
24 мая 2014 года прошли выборы в Европейский парламент в Латвии. Победу на них одержала партия «Единство», получив четыре из восьми мест, выделенных Латвии в Европейском парламенте. Среди избранных в Европейский парламент от «Единства» были такие видные партийные функционеры, как бывший премьер-министр Валдис Домбровскис и министр обороны Артис Пабрикс. Две партии, входившие в победивший на выборах в Одиннадцатый Сейм 2011 года блок «Центр согласия», баллотировались на выборах в Европейский парламент отдельно. Одна из них, социал-демократическая партия «Согласие», получила один мандат евродепутата, другая, Социалистическая партия Латвии, не преодолела избирательный барьер. Занявшая второе место на выборах в Одиннадцатый Сейм 2011 года «Партия реформ Затлерса» не принимала участие в выборах в Европейский парламент 2014 года.
В преддверии выборов в новый Сейм с политическими партиями произошли следующие изменения. 27 декабря 2013 года «Партия реформ Затлерса» заключила соглашение с партией «Единство», согласно которому «Партия реформ Затлерса» отказывается от участия в выборах 2014 года, однако ряд представителей этой партии будут выдвинуты по списку «Единства».
Социал-демократическая партия «Согласие», как и на выборах в Европейский парламент, приняла решение участвовать в выборах самостоятельно вне «Центра согласия». Второй участник «Центра согласия» Социалистическая партия Латвии отказалась от участия в выборах в Сейм, при этом пять представителей Социалистической партии баллотировались по списку партии «Согласие». В список «Согласия» также вошли двадцать представителей партии «Честь служить Риге».
Для участия в выборах было сформировано несколько новых партий. Так, бывший премьер-министр в 2002—2004 годах Эйнарс Репше основал либеральную партию «Латвийскому развитию» в декабре 2013 года. 25 февраля 2014 года две партии: «Альянс регионов» и «Партия Видземе» — сформировали центристский политический блок «Объединение регионов Латвии». Лидером блока и кандидатом в премьер-министры стал Мартиньш Бондарс. Во время предвыборной кампании «Объединение регионов Латвии» заручилось поддержкой ряда малых и региональных партий: ЛСДРП, ХДС, партии «За президентскую республику», «Нашей партии». Ещё одной новой партией, основанной перед выборами 5 мая 2014 года, была партия «От сердца — Латвии». Предвыборная кампания «От сердца — Латвии» строилась на репутации лидера партии и бывшего руководителя Государственного контроля Ингуны Судрабы, имевшей образ борца с коррупцией и с нарушениями в институтах власти.

## Избирательная система
В законодательство о выборах было внесено некоторое количество поправок после выборов 2011 года. Поправки в Закон о выборах включали отмену запрета на голосование для лиц с психическими расстройствами, введение детальных инструкций для голосования на дому и для голосования военнослужащих, дислоцированных за рубежом, а также введение права избирателей принять участие в досрочном голосовании за три дня до даты выборов. Изменения в Закон о предвыборной кампании запретили использование платной политической рекламы на телевидении в течение тридцати дней перед днём голосования.
Депутаты Сейма избираются на основе пропорциональной системы с открытыми списками в пяти многомандатных избирательных округах. Количество депутатских мандатов, избираемых в каждом округе, определяется ЦИК Латвии в зависимости от количества проживающих в округе избирателей. Голоса избирателей, проголосовавших за рубежом, считаются отданными в Рижском избирательном округе. Участвовать в распределении мандатов могут партии, преодолевшие пятипроцентный избирательный барьер на национальном уровне, то есть получившие более 5 % голосов всех избирателей, принявших участие в голосовании. Количество мандатов, приобретённое партией в каком-либо избирательном округе, определяется на основе числа голосов, полученных в этом избирательном округе, с использованием метода Сент-Лагю.
Избирательная система с открытыми списками предполагает, что избиратели могут проголосовать не только за список, выдвинутый партией, но и отдать предпочтение кандидату в выбранном списке. Избиратель имеет право выразить предпочтение кандидату в списке, поставив плюс напротив его фамилии, или отказать в поддержке кандидату, вычеркнув его имя. Выразить предпочтение или отказать в поддержке можно неограниченному количеству кандидатов в списке. Чем большую разность плюсов и вычёркиваний получает кандидат, тем выше его положение в списке. Кандидаты с наибольшими значениями указанной разности получают места в Сейме, приобретённые данным списком по результатам голосования.
Избирательная администрация состоит из трёх уровней: Центральная избирательная комиссия, 119 Муниципальных избирательных комиссий (девять городских комиссий в городах республиканского подчинения и 110 краевых комиссий) и 1054 участковых избирательных комиссий (УИК), включая 98 за рубежом. ЦИК состоит из девяти человек, восемь из них назначаются Сеймом по предложению парламентских партий, и один представляет Верховный суд. ЦИК — это постоянный орган, срок полномочий составляет четыре года.
Муниципальные комиссии, как и ЦИК, назначаются на четыре года. Они состоят из 7-15 человек, назначенных местной думой, которая и определяет количество членов комиссии. Кандидатов в члены Муниципальных избирательных комиссий выдвигают политические партии, блоки партий, группы из не менее 10 граждан или депутаты местных советов. На нижнем уровне организации выборов находятся УИК, организующие голосование и подсчёт голосов непосредственно в день голосования. В их состав входят семь человек, назначенных Муниципальными комиссиями по предложению партий или групп из не менее чем 10 граждан.
Избирательными правами обладают все граждане Латвии, достигшие возраста 18 лет. На выборах в Сейм в Латвии не применяется предварительная регистрация избирателей или реестр избирателей в отличие от местных выборов или выборов в Европейский парламент. Граждане имеют право проголосовать на любом участке даже за пределами округа своего проживания. Список избирателей формируется по приходе голосующих на участки. Для голосования избиратели обязаны предъявить паспорт гражданина. При получении бюллетеня в паспорт ставится штамп, подтверждающий, что человек уже принял участие в выборах. Это гарантирует невозможность повторного голосования. Граждане, находящиеся за пределами Латвии, имели право проголосовать по почте или на организованных за границей участках. На настоящих выборах общее количество граждан, имевших право голоса, составило 1552235 человек, среди них 16436 за рубежом.
Любой гражданин, достигший возраста 21 года, имеет право участвовать в парламентских выборах в качестве кандидата. Исключение составляют граждане, признанные судом недееспособными, осуждённые за умышленно совершённые преступления и отбывающие срок тюремного заключения. Выдвигать кандидатов для участия в выборах могут только партии или коалиции партий. Самовыдвижение на выборах в парламент запрещено. Для участия в выборах были зарегистрированы 11 партий и 2 коалиции партий. Все участники выдвинули списки кандидатов в каждом из пяти избирательных округов. В целом 1156 кандидатов баллотировались в Сейм.

## Результаты
| Партия                                                                    | Голоса    | %     | Места | Изменение |
| ------------------------------------------------------------------------- | --------- | ----- | ----- | --------- |
| Согласие                                                                  | 209 887   | 23,00 | 24    | ▼7        |
| Единство                                                                  | 199 535   | 21,87 | 23    | ▲3        |
| Союз зелёных и крестьян                                                   | 178 210   | 19,53 | 21    | ▲8        |
| Национальное объединение                                                  | 151 567   | 16,61 | 17    | ▲3        |
| Объединение регионов Латвии                                               | 60 812    | 6,66  | 8     | новая     |
| От сердца — Латвии                                                        | 62 521    | 6,85  | 7     | новая     |
| Русский союз Латвии                                                       | 14 390    | 1,58  | 0     | ▬         |
| Едины для Латвии                                                          | 10 788    | 1,18  | 0     | новая     |
| Латвийскому развитию                                                      | 8156      | 0,89  | 0     | новая     |
| Новая консервативная партия                                               | 6389      | 0,70  | 0     | новая     |
| Свобода. Свободен от страхов, ненависти и гнева                           | 1735      | 0,19  | 0     | ▬         |
| Рост                                                                      | 1515      | 0,17  | 0     | новая     |
| Суверенитет                                                               | 1033      | 0,11  | 0     | новая     |
| Действительные                                                            | 906 538   | -     | -     | -         |
| Недействительные                                                          | 6953      | -     | -     | -         |
| Всего                                                                     | 913 491   | 100   | 100   | -         |
| Всего избирателей/явка                                                    | 1 552 235 | 58,85 | -     | -         |
| Источник: ЦИК Латвии Архивная копия от 23 декабря 2014 на Wayback Machine |           |       |       |           |

На выборах одержала победу социал-демократическая партия «Согласие». Партия действовавшего премьер-министра «Единство» заняла второе место. В целом партии, входившие в правящую коалиции в Одиннадцатом Сейме, сохранили большинство в Сейме нового созыва, хотя одна из участниц коалиции «Партия реформ Затлерса» не получила собственную фракцию. В итоге соглашение о создании правительства подписали три партии: «Единство», Союз зелёных и крестьян и Национальное объединение. На должность премьер-министра была выдвинута Лаймдота Страуюма. «Единство» получило в новом правительстве шесть министерских портфелей, в том числе должность премьер-министра и министра финансов. Союз зелёных и крестьян увеличил своё представительство в правительстве с трёх министров до пяти, включая должности министров экономического развития и здравоохранения. Представительство Национального объединения в правительстве не изменилось по сравнению с тремя министрами в предыдущем кабинете. В качестве компенсации депутат от Национального объединения Инара Мурниеце стала председателем Двенадцатого Сейма.

### Результаты по областям
Результаты выборов в Сейм Латвии по областям
| Партия | Видземе | Земгале | Курземе | Латгале | Рига | Латвия |
| --- | ------- | ------- | ------- | ------- | ---- | ------ |
| Согласие | 3       | 2       | 1       | 6       | 12   | 24     |
| Единство | 7       | 3       | 3       | 3       | 7    | 23     |
| Союз зелёных и крестьян | 6       | 4       | 5       | 3       | 3    | 21     |
| Национальное объединение | 6       | 3       | 2       | 1       | 5    | 17     |
| Объединение регионов Латвии | 2       | 1       | 1       | 1       | 3    | 8      |
| От сердца — Латвии | 2       | 1       | 1       | 1       | 2    | 7      |
| Всего | 26      | 14      | 13      | 15      | 32   | 100    |
| Источник: 12.Saeimā ievēlēto deputātu kandidātu sarakstu vietu skaits Saeimas vēlēšanu apgabalos Архивная копия от 8 сентября 2017 на Wayback Machine |         |         |         |         |      |        |